# 小島初佳
小島 初佳（こじま もとか、1974年7月4日 - ）は、日本の元陸上競技選手で、100m（11秒45）、200m（23秒46）両種目の元日本記録保持者である。旧姓新井。

## 経歴
兵庫県神戸市出身。神戸市立塩屋中学校、兵庫県立舞子高等学校を経て甲南大学卒業後、ピップフジモト（現 ピップ）に入社。以後、日本の女子短距離界をリードするひとりとして活躍した。
1998年、日本選手権で100m、200mの2冠を達成。7月には当時北田敏恵が保持していた200mの日本記録（23秒73）を更新する23秒67を記録した。更に12月には23秒54まで記録を伸ばした。翌1999年4月には、100mで北田の11秒48を破る11秒45をマーク。10月の国体200mでは、日本女子として初めて23秒50を切る23秒46を記録した。
短距離の選手としては大卒後に頭角を現すという異例の遅咲きであり、彼女が活躍した時代には坂上香織、二瓶秀子、鈴木亜弓といった実力者も多かったが、その中で日本選手権では100mで7連覇（1998〜2004年）、200mで6連覇（1998〜2003年）を果たした。
2004年に5歳年下の小島茂之と結婚した後も選手活動を続けたが、遂にオリンピックの舞台に立つことはかなわなかった。2008年9月28日に行われた全日本実業団対抗陸上競技選手権大会を最後に現役を引退した。
現在はピップ開発営業本部マーケティング部に所属し、開発商品の広告業務を行う傍ら、日本陸上競技連盟女子短距離テクニカル委員を務めたり、日本陸上競技連盟主催のトレーナーセミナーの講師を務めるなど、陸上競技との繋がりは続いている。

## エピソード
大学在学中、関西を中心に放送されているバラエティ番組『探偵!ナイトスクープ』（朝日放送）に応募したことがある。桂小枝探偵の爆笑小ネタ集「人はどうしたら速く走れるか」で犬に追いかけられる短距離ランナーとして出演した。また1994年12月9日放送分の「怖いモノに追われると速く走れる?」に現役大学生全日本選手権第6位の選手として出場した(傑作集DVD Vol.4収録)。その時には「ヘンな人が怖い」と答え桂小枝に追われる役目となるが、結果的に怖いものに追われると速く走れる、という結果を残した。夫の茂之も2012年6月1日放送分の「ハルキはドミニクに勝ちたい！」にハルキのコーチとして出演した。

## 自己記録
- 100m 11秒39（2004年6月5日、日本歴代4位）
- 200m 23秒46（1999年10月26日、日本歴代7位）
- 4×100mリレー 43秒77（日本選抜チーム・第4走者）（2004年5月8日）
- 60m（室内） 7秒54（1999年3月7日）